# 야마토촌 (아이치현 야나군)
야마토촌(大和村)은 아이치현 야나군에 설치되었던 촌이다. 1954년 쇼와 대합병으로 호이군 이치노미야촌(후의 이치노미야정)에 편입되었다. 현재의 도요카와시에 해당한다.